# Ирис (растение)
Вижте пояснителната страница за други значения на Ирис.
Вижте пояснителната страница за други значения на Перуника.
Перуниките или ирисите (Iris) са род растения от разнообразното семейство Перуникови (Iridaceae). Включват около 200 – 301 вида цъфтящи растения, разпространени в различните климатични пояси – Европа, Северна Африка, Азия, както и Северна Америка. Някои представители на рода притежават множество лечебни свойства и се използват като билки.
Грудколуковични и коренищни многогодишни растения, в българската флора представени само от коренищни водове. Листата са дълги, странично сплеснати, ципести, зелени с успоредна нерватура (жилкуване). Цветовете са събрани в класовидни съцветия тип монохазий. Околоцветникът е перигон (без различаващи се чашка и венче) с къса тръбица и 6 големи околоцветни дяла (3 външни и 3 вътрешни). При повечето видове, с редки изключения (напр. Iris domestica), цветните дялове в двата кръга се различават – външният кръг дялове са насочени настрани и извити надолу, с маркирана насочваща линия към нектарниците, която при много от видовете е с ивица от власинки (подрод Iris), върху които се отлага прашецът от прашника, разположен над нея. Вътрешните дялове на околоцветника са насочени нагоре или настрани, правейки цветовете видими от далеч. Трите прашника са разположени под дяловете на близалцето, и над външните дялове на околоцветника. Трите дяла на близалцето са широки, венчевидни, обикновено с баграта на дяловете на околоцветника. Плодът е разпуклива кутийка от три дяла.
Род Iris включва и няколко подрода.
В България се срещат 9 – 10 вида, групирани в два подрода, които се различават основно по наличието на ивици от власинки от вътрешната страна на външните перигонни листчета:
Подрод Limniris:
- Iris graminea – Треволистна перуника
- Iris pseudacorus – Блатна перуника
- Iris sintenisii – Синтенисова перуника
- Iris sibirica – Сибирска перуника

Подрод Iris
- Iris pumila – Дребна перуника
- Iris reichenbachii – Райхенбахова перуника
- Iris suaveolens – Миризлива перуника
- Iris variegata – Пъстра перуника
- Iris germanica – Синя перуника (вторично разпространен)
- Iris aphylla – Безлистна перуника (защитен критично застрашен вид, непотвърден за България)

## Други
На растението са наречени улиците „Перуника“ в квартал „Красна поляна 1“ (Карта) и в квартал „Горна баня“ (Карта) и улица „Ирис“ в квартал „Карпузица“ (Карта) в София.